# ペラ戦争
ペラ戦争（1875年 - 1876年）は、19世紀後半にマレー半島北西部のペラ州（当時、スルタン国）で発生した軍事衝突。イギリス海峡植民地政府と、同政府の行政支配に抵抗する現地の王家や首長らによる武装勢力との衝突だった。この戦争は、イギリスによるマレー半島への影響力拡大を象徴する出来事となった。

## 背景
19世紀後半、マレー半島の各スルタン国は、徐々に大英帝国の海峡植民地政府の行政管理下に置かれつつあった。イギリスは公式には1833年の奴隷廃止法に基づき、管理下の地域で奴隷廃止政策を進めていた。
ペラ州では、1860年代にスズの採掘が活発化すると、その利権を巡る争いが激化した。複数の華人労働者組織による長期的な内戦（ラルート戦争）や、スルタンの継承権争いが州内の経済活動を停滞させていた。これまでスルタン領土への不干渉を原則としていたイギリス政府も、奴隷廃止という大義とスズ鉱業の経済的価値を重視し、ペラ州への行政管理に乗り出した。

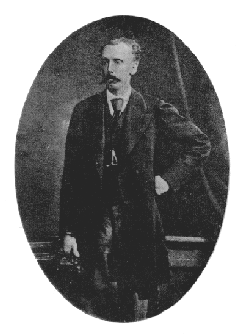
JWWバーチは初代ペラ州行政監督官として1874年に就任し、1875年に殺害された。

1873年12月、海峡植民地総督のアンドリュー・クラーク（英語版）は、ペラ州内の混乱を現地政府が解決できないことを理由に、イギリスによる停戦管理と安全保障を条件として、ペラ州をイギリスの管理下に置くことを計画した。これにより、1874年にパンコール条約が締結され、ペラ州の宮殿にイギリスの行政監督官（レジデント）が駐在することになった。
行政監督官のペラ州内政への関与は、当初、ペラ州の宗教と慣習に関する事項を除外するという条件付きであった。しかし、1875年に着任した初代レジデントのジェームズ・W・W・バーチ（JWWバーチ）は、イギリスの奴隷廃止法（1833年にイギリス本国で制定、1843年に国外で適用）に基づく人権擁護を強く推し進めた。この政策は現地の奴隷制文化への強い干渉となり、ペラ州のスルタンや首長たちの猛反発を招いた。
1875年11月2日、皇族や貴族の合意の下、急進的な首長であるマハラジャ・レラとその配下は、ペラ川下流のパシール・サラクで入浴中のバーチ監督官と数名の随行員を急襲し、殺害した。
バーチ暗殺の知らせと軍事介入の要請は、11月5日に海峡植民地政府に届いた。海峡植民地政府はペラ州での反英軍の蜂起を予見し、ただちにイギリス領インド政府に1,500名規模の兵力派遣を要請した。これに応じたイギリス領インド政府は、直ちにシンガポール、香港、ビルマに展開していたイギリス軍部隊をペラ州に進軍させた。イギリス海軍も反応し、軍艦をペラ川沖に移動させました。これにより、ペラ戦争が開戦した。

## 19世紀ペラ州の奴隷制
イギリスの初代監督官がペラ州スルタンの宮殿に着任した当時、ペラ州は実質的に二つの地域に分かれていた。一つはスズ鉱山と華人労働者が集まるラルート（Larut）、もう一つは、長きにわたり外部世界から隔絶され、マレー人だけが暮らしてきたペラ川の渓谷だった。
この渓谷地域では、恐るべき債務奴隷制が蔓延しており、華人の命は獣の命と同等に扱われていた。殺人は処罰されず、強盗は看過され、権威と武力を持った有力者の意思が唯一の法として機能していた。ラルート地区でも、イスラム教徒以外には法的な権利がほとんどなく、マレーの法典には「開墾した森林はイスラム教徒に限り所有権が認められる」と定められていた。原住民（オラン・アスリ、特にサカイ族）は異教徒として動物のように狩られ、奴隷にされた。1874年にバーチ監督官が記録したように、サカイ族の殺害は日常的であり、犯罪とはみなされなかった。イスラム教徒の社会内でも、弱い立場の人々は不遇であり、力が物を言う社会において彼らが権利を享受することは困難だった。

## 戦況
海峡植民地総督は、全面的な反乱の勃発を懸念し、英国インドへ1,500名の兵士派遣を電報で要請した。この遠征は兵力の派遣が極めて迅速に行われた。第一陣は11月27日にペナンに到着した。
部隊編成は、ジャングルでの戦いに備えたものであった。
- イギリス陸軍第3連隊本部と兵600名
- 第1グルカ連隊本部と兵400名
- 第3、第5王立砲兵隊、4門の山砲
- 2門の5.5インチ迫撃砲（各500発の砲弾）と200発のロケット弾
- 野戦用電信設備（全長100マイル分の電線、監督1名、信号兵10名）
- 軍医、担架および担架兵
- 海上用の6週間分の食料と、上陸後10日分の食料、野営装備、軽量テントなど

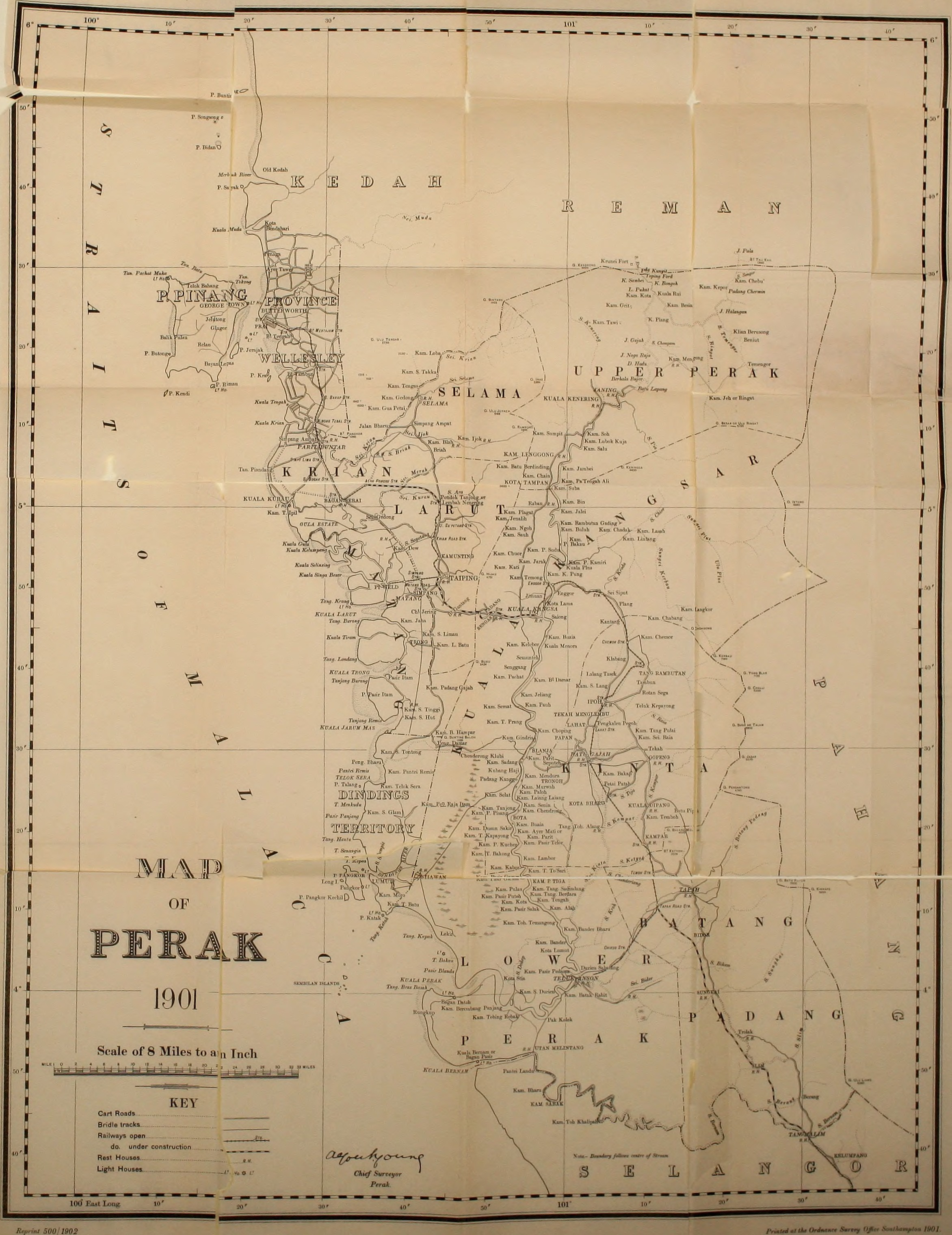
ペラ戦争終結後の1901年のペラ州。

部隊は、ペラ川に沿って上流のクアラ・カンサー（Kuala Kangsar）まで進軍し、ラルート（Larut）を通過して上流部を占領する任務を与えられた。
1875年1月4日、クアラ・カンサー（Kuala Kangsar）から小規模な部隊がペラ川を遡り、盗賊や無法者の拠点として知られていたコタラマ（Kota Lama）を攻撃するために派遣された。村の家屋を捜索中、突如としてジャングルから槍を持った50〜60人のマレー人が飛び出し、部隊を襲撃した。捜索部隊は川岸まで後退を余儀なくされ、この混乱の中で下士官1名と兵士3名が殺害された。
事件の後、コタラマの住民たちは防御のために砦（ストッケード）を築き始めた。しかし、イギリス軍から更なる遠征隊が派遣され、マレー側の抵抗はわずかで、コタラマ、エンガル（Enggar）、ペラ（Perak）の各村から住民たちは追い払われた。これによりコタラマの首長の勢力は完全に壊滅し、部隊はクアラ・カンサーに帰還した。
同時期、コルボーン将軍（General Colborne）指揮下の別の部隊が、シンガポールや極東の他地域から集められた兵士を伴って川を遡り、ブランジャ（Blanja）に到着、そこからキンタ（Kinta）へ向けて進軍。いくつかの小規模な抵抗があったが、いずれも容易に鎮圧された。これらの戦闘をもって作戦は終了し、ペラに駐屯していたインド軍部隊は、約1年間の占領任務を終え、撤退した。

## 終戦
1876年3月には終戦が宣言され、抵抗していたスルタンや首長たちも敗戦を認めた。バーチ監督官殺害を首謀したマハラジャ・レラ（1876年7月に降伏）とダトー・サゴールは、1877年1月20日にマタンで絞首刑に処された。パンコール条約でスルタンに推挙されたラジャ・アブドゥラとラルートの行政を任されていたエンガ・イブラヒムはセイシェル諸島に追放された。こうして鉱物資源が豊富なペラ州全体がイギリスの支配下に置かれることになった。
マレー人社会には、この戦争でペラの国と富を武力で奪われたという記憶が残っており、イギリス軍に対する抵抗勢力を功労者とみなす人々も少なくない。JWWバーチが殺害された場所には追悼の記念碑が残っているが、現地住民にとってはこの歴史は侵略の記録でもある。
1875年（4ヶ月間）と1889年から7年間ペラ州の行政監督官を務め、1901年には海峡植民地政府の総督に昇進したフランク・スウェッテナム卿は、この出来事について次のように書き残している。
「彼の尊い命が失われたことは、ペラ州にとって計り知れない利益をもたらした。なぜなら、その後に続いた大規模な軍事遠征と、それに続く英軍による短期間の占領は、ペラ州の英国監督官の『助言』によって10年、あるいは15年かけても達成できなかったであろう永続的な平穏を確保する上で、より大きな効果を発揮したからである。」
The loss of his valued life was an infinite gain to Perak, for the considerable Military expedition which followed, and the subsequent short occupation of the State by British Troops did more to secure permanent tranquillity than ten or fifteen years of "advice" by a British Resident could have done without it.
この戦争の結果、負債者を奴隷にできる法は廃止され、バーチ監督官が支援した奴隷制の犠牲者たちは、すべての人が法の下で自由かつ平等である政府の管理下に入ることになった。

## 参照記事
- ラルート戦争
- パンコール条約
- ジェームズ・W・W・バーチ